# Karl Friedrich von Schlippenbach

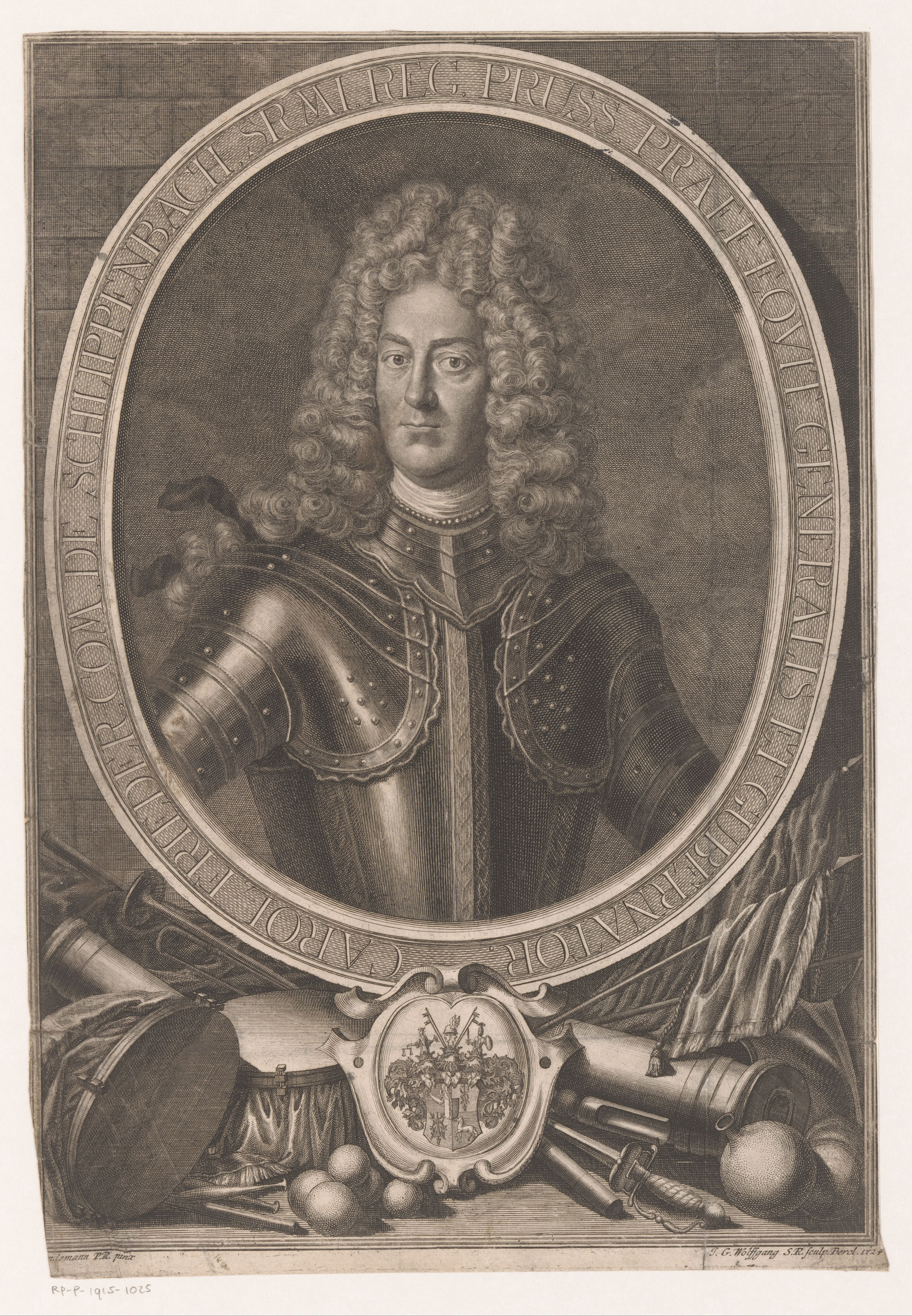
Karl Friedrich von Schlippenbach

Karl Friedrich, Graf von Schlippenbach (* 7. September 1658 in Stettin; † 9. Januar 1723 in Kolberg) war ein preußischer General der Kavallerie und Diplomat. Er war Graf zu Schöfde in Schweden, sowie Freiherr zu Liuxula bei Kangasala in Finnland und Salingen in Kurland.

## Leben
Karl Friedrich von Schlippenbachs Vater war der schwedische Reichsrat und Präsident des Wismarer Tribunals Christoph Karl von Schlippenbach (* 1. Januar 1624; † 27. November 1660). Seine Mutter war Freiin Helene Elisabeth von Braunfalck bzw. Praunfalk (* 8. Mai 1629; † 4. März 1684), Tochter des steirischen protestantischen Glaubensmigranten Hanns Adam Freiherr von Praunfalk zu Neuhaus. Nach dem Tod seines Vaters übernahm seine Mutter die Erziehung. Sie brachte ihren zehnjährigen Sohn nach Stockholm, wo er mit dem späteren König Karl XI. unterrichtet wurde.
Er trat 1674 in schwedische Dienste und wurde Pikenier in der königlichen Leibgarde. Als der Krieg mit Brandenburg ausbrach, ging er zur Armee des Generals Wachtmeister nach Pommern und kämpfte 1675 als Fähnrich in der Schlacht bei Fehrbellin. Nach der Niederlage der Schweden kam er nach Stettin, das 1676 eingeschlossen wurde und nach einem halben Jahr kapitulierte. Er wurde zum Leutnant im Regiment Plantini befördert und war bald darauf Rittmeister. Er kämpfte mit seiner Kompanie in Vorpommern und 1678 auf Rügen, wo er verwundet wurde. Er wurde nach Stralsund verlegt, das auch bald darauf erobert wurde. 1679 landete er mit König Karl XI. auf Schonen, währenddessen beschlagnahmte der Kurfürst seine Güter Wollin und Stepenitz, die er nach dem Frieden von Saint-Germain im Jahre 1679 zurückbekam. Unterdessen wurde er Kommandant von Anklam und wurde zum Major befördert. 1681 – mit nur 23 Jahren – wurde er zum Oberstleutnant befördert; verzichten musste er aber auf das Amt Wollin, das jetzt von den Schweden (aus Geldmangel) eingezogen wurde. So verließ er 1686 den schwedischen Dienst und wurde am 26. Oktober 1686 vom Kurfürsten Friedrich Wilhelm von Brandenburg zum Obristen ernannt. Schlippenbach kaufte nun das Gut Schönermark in Brandenburg von dem Staatsminister Freiherr von Knyphausen.
Kurfürst Friedrich III. gab ihm am 20. Oktober 1688 das Kommando des Anhalt’schen Regiments zu Pferde. Er kämpfte mit den Brandenburger Truppen in Westfalen und in den Niederlanden und hier insbesondere 1691 in der Schlacht bei Leuze, sowie 1692 in der Schlacht von Steenkerke und 1693 in der Schlacht von Neerwinden. In dieser Schlacht hatte er bereits zwei Pferde verloren, als er eingekreist wurde. Er bekam zwei Hiebe auf den Kopf, einen in die Hand und einen Pistolenschuss in die Lende. Er kam zu den Toten, als der spätere General Wuthenau bemerkte, dass er noch lebte, und ihn nach Brüssel schaffte. Dort nahm sich Pistorius, der Leibarzt des Kurfürsten von Bayern, seiner an. Die Kugel hatte einen Wirbel zerschmettert und konnte nicht entfernt werden, er erholte sich in den folgenden Wochen, hatte aber immer wieder Probleme zu kämpfen und nahm die Kugel letztlich mit ins Grab. In demselben Jahr erhielt er das Regiment des Fürsten Johann Georg von Anhalt-Dessau (Kürassier-Regiment Nr. 1).
An den Feldzügen von 1694 und 1696 in den Niederlanden war er wieder beteiligt, so auch an der Namur 1695. Am 14. März 1696 wurde er Generalmajor. In dem, infolge der polnischen Königswahl entstandenen Krieg musste er mit der Kavallerie die Grenzen Preußens decken und mit Schweden unterhandeln. 1704, nach Erhebung von Stanislaus I. Leszczyński zum König von Polen, schickte ihn Friedrich I. von Preußen zu Karl XII. von Schweden, den er anschließend bis in die Ukraine begleiten durfte. Am 6. Dezember 1704 wurde er Generalleutnant. Friedrich I. war mit seinen Leistungen sehr zufrieden und auch Karl XII., den er bis ins Jahr 1706 begleitete, zeigte sich gegen ihn sehr gnädig, so konnte er das Schutzbündnis zwischen Preußen und Schweden aushandeln. Er selbst bekam vom König von Schweden das Amt Wollin zurück. 1707 wurde er nochmals an den Hof Karls XII. nach Altranstädt gesandt. Nach seiner Rückkehr erhielt er die Erlaubnis, sich einige Zeit auf seinen Gütern in der Uckermark aufzuhalten. Als die Schweden und Russen nach der Schlacht bei Poltawa in Schwedisch-Pommern kämpften, erhielt er den Auftrag, diese Kämpfe zu beobachten und die preußischen Grenzen zu sichern.

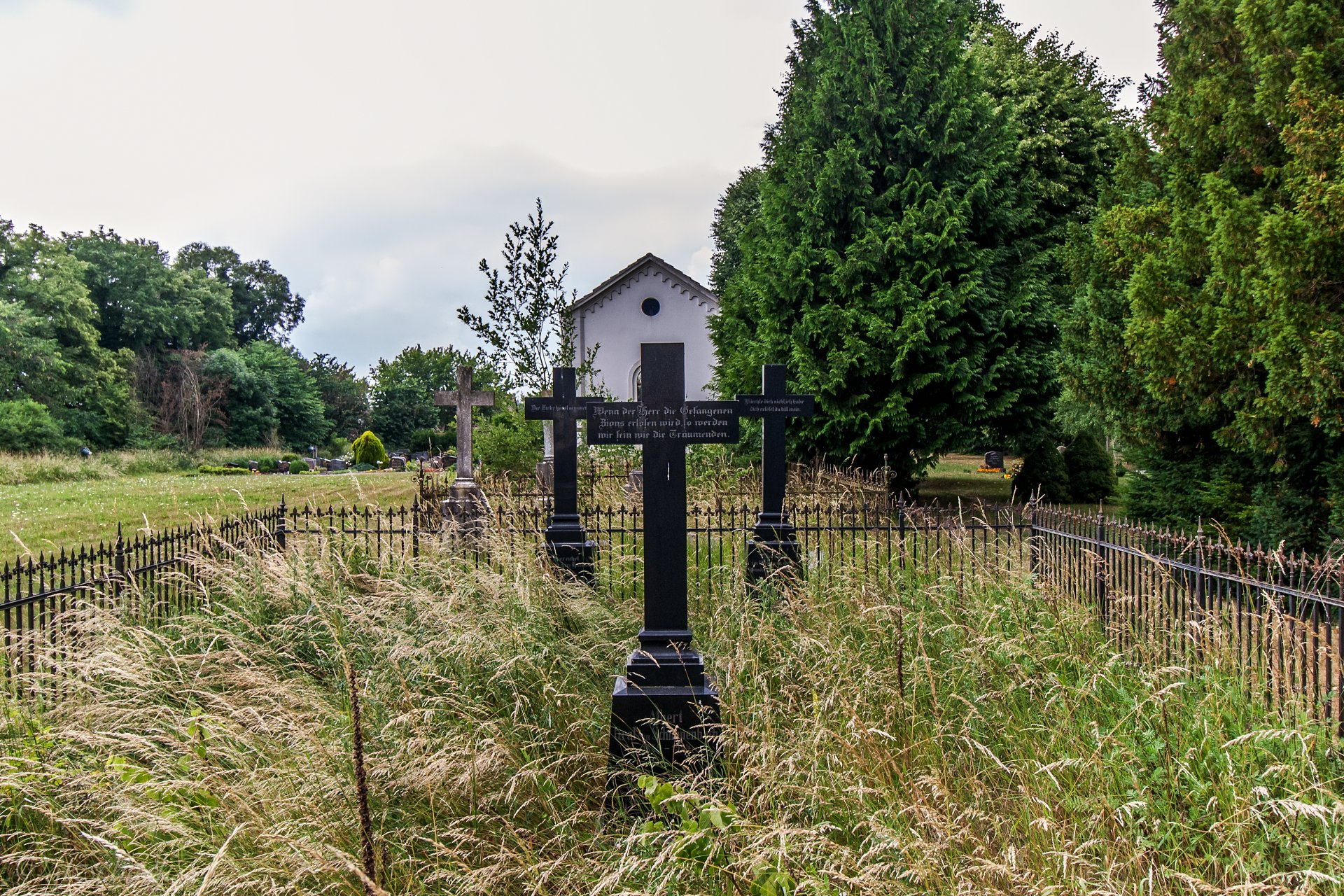
Grabstätte der Familie von Schlippenbach in Schönermark

Am 29. Juni 1713 wurde er mit dem General von Arnim nach Stettin geschickt. Er verhandelte dort mit dem General Meyerfeld und dem Grafen Menschikow, um für Preußen Stettin und Pommern bis zur Peene zu erwerben. Friedrich Wilhelm I. war mit seinen Diensten sehr zufrieden und ernannte ihn zum Gouverneur von Kolberg, ein Amt, das er im Februar 1714 antrat. Nach der Rückkehr Karls XII. aus der Bender musste Graf Schlippenbach noch einmal zu ihm reisen, um mit ihm wegen Pommern zu unterhandeln. Obwohl er nichts ausrichtete, so zeigte Karl doch seine Zufriedenheit gegen ihn. Am 23. Mai 1715 wurde er General der Kavallerie.
Seine in der Schlacht bei Neerwinden erhaltene Wunde in der Lende brach oftmals auf, und so nahm seine körperliche Gesundheit immer mehr ab. Er starb den 9. Januar 1723 zu Kolberg. Seine Leiche wurde auf Gut Schönermark in der Uckermark in der von ihm erbauten Gruft beigesetzt.

## Familie
Schlippenbach war drei Mal verheiratet.
Im Jahr 1680 heiratete er Barbara von Bülow († 1689), Tochter des Vizegouverneurs von Pommern Barthold Hartwig von Bülow (* 1611; † 1667). Das Paar hatte zwei Söhne und sechs Töchter. Darunter:
- Dorothee Sophie ⚭ 1712 Marquard Ludwig von Printzen (* 1675; † 1725), preußischer Oberhofmarschall und Schlosshauptmann auf Schloss Marquardt

Nach ihrem Tod heiratete er 1690 Henriette Amalie von Blumenthal († 1691), jüngste Tochter des Staats-Ministers Freiherrn von Blumenthal. Sie starb bei der Totgeburt eines Sohnes.
Seine dritte Frau war seit 1694 Anna Barbara Sabine von Arnim (* 1677; † 1739), Tochter des Jakob Dietlof von Arnim aus dem Hause Boitzenburg und der Euphemia von Blankenburg. Feldmarschall Georg Abraham von Arnim war ihr Onkel.
Aus dieser Ehe gingen sechs Söhne und neun Töchter hervor. Darunter:
- Agneta Elisabeth (* 1700) ⚭ 1733 Heinrich (II.) von Schlippenbach (* 1700; † 1760)
- Euphemia Louise (* 9. April 1698; † 30. März 1763) ⚭ 29. Mai 1732 Hans Werner von Hammerstein-Equord, (* 27. März 1696; † 18. September 1787)
- Karl Christoph (1676–1734), preußischer Geheimer Staatsrat, Johanniter-Komtur zu Lagow
- Albrecht Friedrich (* 4. Juli 1700; † 25. April 1766) ⚭ 1735 Christine Marie Charlotte von Sparr(e), (* 20. Mai 1716; † 22. Oktober 1787) aus dem Haus Greiffenberg
- Sophie Elisabeth († 21. Mai 1761) ⚭ Georg Christian von Blanckensee
- Dorothea Friederike (* 1715; † 19. Februar 1774) ⚭ Georg Lorenz (Lorenz Jürgen) von Wedel (* 1702; † 17. August 1780)
- Barbara Jakobine (* 1716; † 1770) ⚭ Georg Friedrich Graf von Sparr (1709–1765), auf Burg Greiffenberg